# Вилхелм Карл Лудвиг фон Золмс-Рьоделхайм-Асенхайм
Вилхелм Карл Лудвиг фон Золмс-Рьоделхайм (на немски: Wilhelm Karl Ludwig zu Solms-Rödelheim und Assenheim; * 3 февруари 1699 в Августенбург; † 27 август 1778) е граф на Золмс-Рьоделхайм и Асенхайм.
Той е най-възрастният син на граф Лудвиг Хайнрих фон Золмс-Рьоделхайм-Асенхайм (1667 – 1728) и съпругата му графиня Вилхелмина Христиана фон Лимпург (1679 – 1757), дъщеря на граф Вилхелм Хайнрих фон Лимпург-Гайлдорф (1652 – 1690) и графиня Елизабет Доротея де Лимпург-Гайлдорф (1656 – 1712). По-малкият му брат е Йохан Карл Ернст (1714 – 1790).

## Фамилия
Вилхелм Карл Лудвиг се жени три пъти.
Вилхелм Карл Лудвиг се жени на 5 октомври 1722 г. в Гайлдорф за графиня Мария Маргарета Леополда фон Вурмбранд-Щупах (* 2 юли 1701; † 14 декември 1756), дъщеря на граф Йохан Йозеф Вилхелм фон Вурмбранд-Щупах (1670 – 1750) и графиня Юлиана Доротея Луиза фон Лимпург-Гайлдорф (1677 – 1734). Те имат децата:
- Вилхелмина Доротея Луиза Кристина 1723 – 1723)
- Вилхелм Хайнрих Имануел (1725 – 1728)
- Кристиана Вилхелмина фон Солмс-Рьоделхайм (1736 – 1803), омъжена на 24 юни 1749 г. за княз Карл Фридрих Вилхелм фон Лайнинген (1724 – 1807)

Втори път той се жени на 10 май 1757 г. за графиня София Вилхелмина Кристина фон Сайн-Витгенщайн (* 28 декември 1725; † 31 май 1760), дъщеря на граф Казимир фон Сайн-Витгенщайн-Берлебург (1687 – 1741)  и Естер Мария Поликсена фон Вурмбранд-Щупах (1696 – 1755), дъщеря на граф Йохан Йозеф Вилхелм фон Вурмбранд-Щупах (1670 – 1750) и Сузана София Мария фон Прьозинг (1673 – 1700). Те нямат деца.
Трети път той се жени на 29 август 1763 г. във Вилденфелс за графиня София Хенриета Албертина фон Золмс-Лаубах-Вилденфелс (* 18 декември 1739; † 7 март 1822), дъщеря на граф Хайнрих Карл фон Золмс-Вилденфелс (1706 – 1746) и съпругата му Албертина Шарлота ван Биландт-Палстеркамп (1721 – 1799). Те нямат деца.